# Forbidden Quest
Forbidden Quest is een videospel voor diverse platformen. Het spel werd uitgebracht in 1983.